# Jules Robert Auguste
Jules Robert Auguste, född 1789 i Paris, död 15 april 1850 i Paris, var en fransk konstnär associerad med romantiken och klassicismen.